# (11971) 1994 UJ2
(11971) 1994 UJ2 là một tiểu hành tinh vành đai chính. Nó được phát hiện bởi Seiji Ueda và Hiroshi Kaneda ở Kushiro, Hokkaidō, Nhật Bản, ngày 31 tháng 10 năm 1994.